# Добра (Пољска)
Добра (пољ. Dobra) је град у Пољској у Војводству Западно Поморје у Повјату лобеском. Према попису становништва из 2011. у граду је живело 2.368 становника.

## Становништво
Према прелиминарним подацима са пописа, у граду је 2011. живело 2.368 становника.
| 2002. | 2011. | 2012. |
| ----- | ----- | ----- |
| 2.105 | 2.368 | 1.453 |